# Kurt Forke
Kurt Forke (* 3. April 1913; † nach 1951) war ein deutscher Fußballspieler. Er spielte mit der SpVgg. Döbeln und mit Rotation Dresden in den 1940er und 1950er Jahren Erstligafußball.

## Sportliche Laufbahn
Von 1941 bis 1944 spielte Kurt Forke Fußball mit der Sportvereinigung Döbeln in der Gauliga Sachsen. Im Wettbewerb um den Tschammerpokal 1942 bestritt er beide Spiele der Döbelner. Im 1. Schlussrunden-Spiel gegen NSTG Prag schoss er beim 4:1-Heimsieg drei Tore. Im Spiel der 2. Schlussrunde unterlag Döbeln beim SV Dessau 05 mit 3:5, Forke erzielte einen Treffer.
Nach dem Ende des Zweiten Weltkriegs schloss sich Forke der SG Dresden-Mickten an. Als 36-Jähriger gewann er mit Mickten 1949 den sächsischen Fußballpokal und 1950 die Fußballmeisterschaft in Sachsen. Im entscheidenden Spiel um die Meisterschaft am 10. April 1950 gegen die SG Lauter wurde er als Mittelstürmer eingesetzt und erzielte den 3:1-Endstand für die SG Mickten. In den anschließenden acht Aufstiegsspielen zur DDR-Oberliga, in deren Verlauf die SG Mickten in die Betriebssportgemeinschaft (BSG) Sachsenverlag Dresden eingegliedert wurde, schoss Forke drei Tore und Dresden gewann die Aufstiegsrunde. Im anschließenden DDR-weiten FDGB-Fußballpokal-Wettbewerb stieß die BSG Sachsenverlag bis in das Viertelfinale vor. Mit seinen fünf Treffern war Forke der erfolgreichste Torschütze der Dresdner.
In ihre erste Oberligasaison gingen die Dresdner 1950/51 mit dem neuen Namen BSG Rotation und dem nun 37-jährigen Kurt Forke an den Start. Forke kam zum ersten Mal am 3. Spieltag zum Einsatz, er spielte in der Begegnung BSG Rotation – EHW Thale (2:3) als halblinker Stürmer und erzielte sein erstes Oberligator. Bis zum 10. Oberligaspiel wurde er noch sechsmal aufgeboten, danach kam er nur noch einmal in der Rückrunde zum Einsatz. Das Lokalderby Rotation – SG Dynamo (0:3) am 4. April 1951 war Forkes achtes und letztes Oberligaspiel. Wie in allen Partien zuvor stand er wieder als Stürmer auf dem Platz. In seinen acht Oberligaspielen hatte er drei Tore erzielt.